# 안겔 이오르더네스쿠
안겔 이오르더네스쿠(루마니아어: Anghel Iordănescu, 1950년 5월 4일 ~ )는 루마니아의 전직 축구 선수이자 현직 축구 감독이다. 선수 시절 포지션은 공격수이다.
1994년 FIFA 월드컵에서 루마니아 축구 국가대표팀 감독을 맡았으며 16강에서 아르헨티나를 3-2로 꺾고 루마니아의 월드컵 8강 진출을 이끌었다. 이는 루마니아의 월드컵 최고 성적이다.